# 韻海樓
韻海樓位於浙江省湖州市區飛英公園內，原市文化館、圖書館設於此。據清同治《湖州府志》載：「韻海樓在府治後，唐大曆七年(西元773年)建，顏真卿在郡著《韻海鏡源》，因此為名。」又按「真卿著《韻海鏡源》本在杼山，後人慕其事而名此樓耳。」1984年8月，湖州市人民政府公佈韻海樓為市級文物保護單位。

## 歷史
韻海樓本建于州治後（今人民公園），南宋時樓廢。
明成化《湖州府志》記載「韻海樓，則明代尚有重建之韻海樓」。此樓清康熙六年（1667年），湖州知府吳綺作《玉樓春》詞詠韻海樓，「詞序」稱：「韻海樓在郡治區，顏真卿守是土，延諸名士作《韻海鏡源》一書於上，朱甍畫棟，宏敞壯麗，為一郡大觀」。中華人民共和國成立後樓內設文化館和圖書館。
1991年，人民公園改建，韻海樓移至飛英公園。